# فريدريك بورغيت
فريدريك بورغيت (بالفرنسية: Frédéric Bourguet)‏ هو رجل أعمال وسياسي فرنسي ولد في 7 فبراير 1889 في مونبيلييه الفرنسية.

## سيرته
حصل على شهادة الدكتوراه في القانون من جامعة مونبلييه ومارس مهنة المحاماة لعدة سنوات، وفي عام 1912، تولى إدارة مصنع الغزل والنسيج لعائلته، بعد الحرب العالمية الأولى انتخب رئيسًا لبلدية لاباستيد، وأعيد انتخابه عام 1925 و1947، وخلال الحرب العالمية الثانية انخرط في صفوف المقاومة الفرنسية ضد النازية. وفي عام 1974 أصبح عضواً في مجلس الشيوخ الفرنسي.

## مناصب أخرى شغلها
- 1920 - 1970: نائب رئيس غرفة التجارة والصناعة في مازامي
- 1923 - 1974: مدير بنك فرنسا في مازامي
- 1945: رئيس اللجنة الاقتصادية الإقليمية في تارن
- 1960: رئيس اتحاد الغزل والنسيج